# Assocjazzjoni Trasport Pubbliku

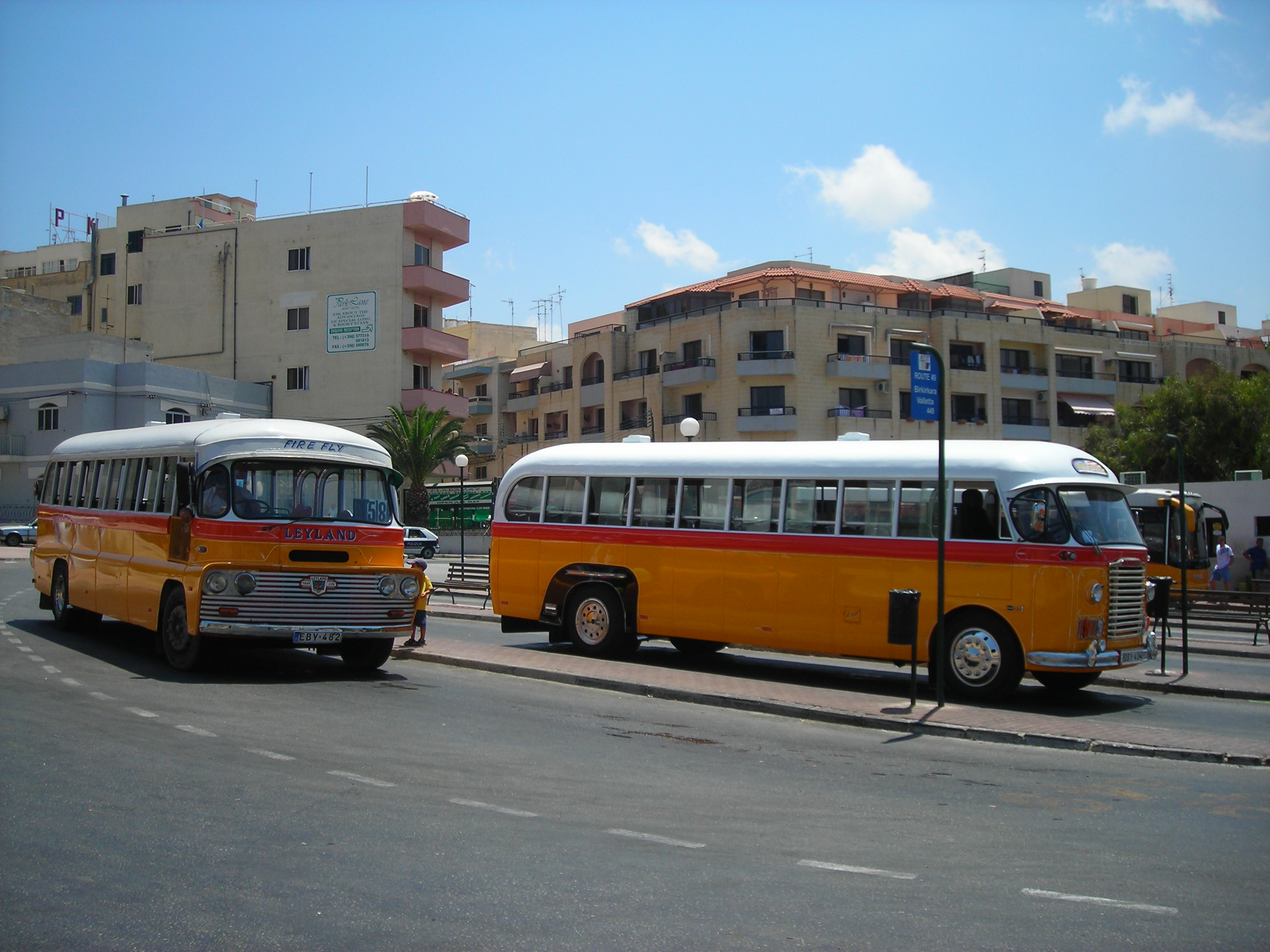
Karakteristieke bussen op het busstation van Qawra.

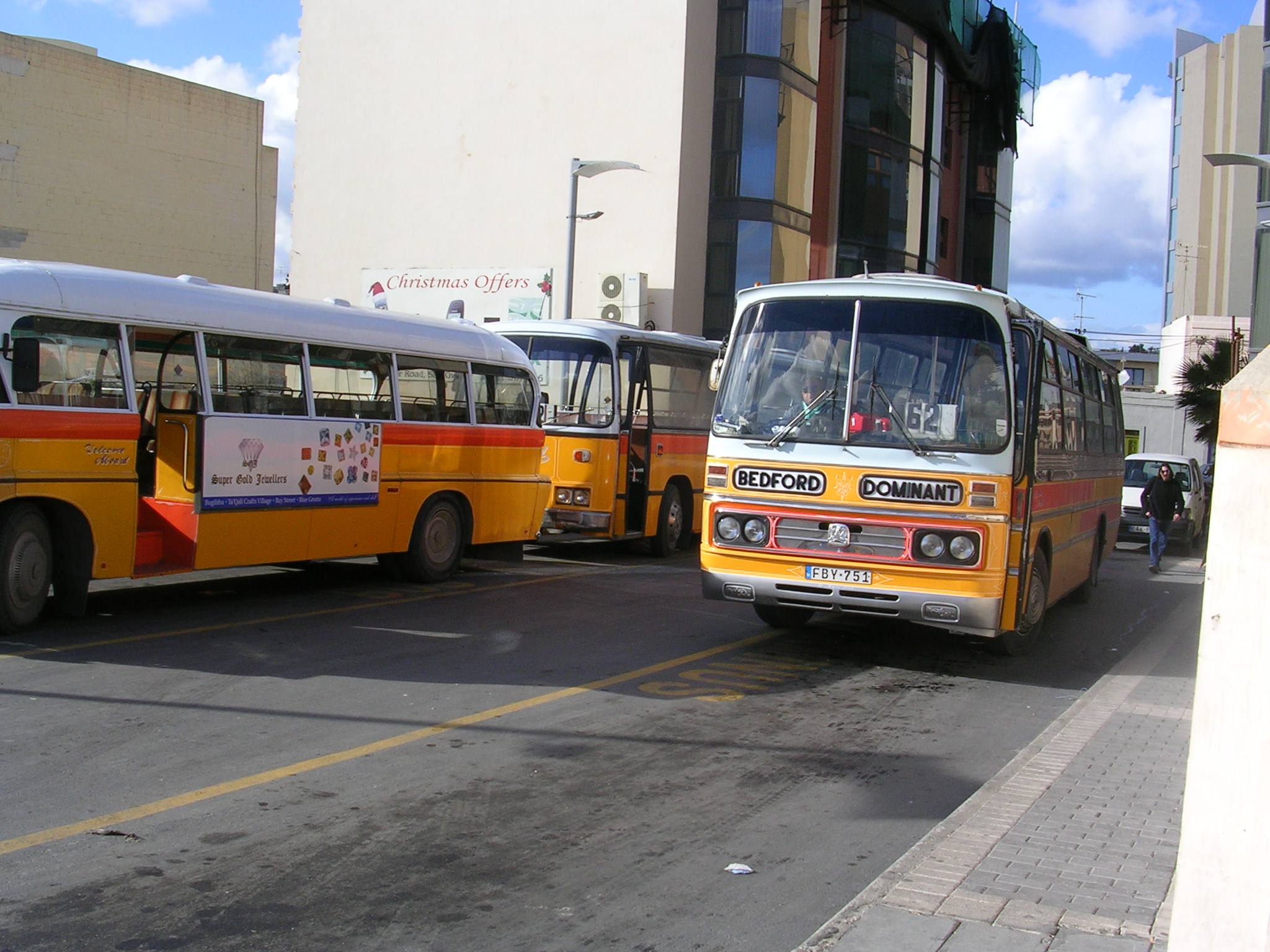
Karakteristieke bussen in St. Julian's.

De Assocjazzjoni Trasport Pubbliku (veelal afgekort tot ATP; ook bekend onder de Engelse naam Public Transport Association) was de organisatie die verantwoordelijk was voor bijna alle openbaar vervoer op het eiland Malta totdat dit openbaar vervoer per 3 juli 2011 geheel werd overgenomen door Arriva.
Het openbaar vervoer vindt op Malta enkel plaats door middel van een uitgebreid netwerk van autobussen. Dit busnetwerk van Malta stond jarenlang bekend om het gebruik van vele karakteristieke oldtimers. Vele bussen waren privé-eigendom van de chauffeur. De buseigenaars waren aangesloten bij de ATP en waren gebonden aan bijbehorende regels, zoals over de kleur van de bussen.
De ATP droeg zorg voor onder andere het opstellen van routes en vertrekschema's, het vaststellen van de tarieven en controles aan boord van de bussen. De meeste routes liepen van of naar de hoofdstad Valletta, waardoor reizigers zeer regelmatig daar over dienden te stappen.
Op het eiland Malta waren voor de overname door Arriva 508 werkende oldtimerbussen, waarvan er dagelijks 254 werden ingezet voor het uitvoeren van de lijndiensten. Na 3 juli 2011 worden nog enkele van deze bussen ingezet voor toeristische doeleinden.